# Liste der größten geologischen Formationen

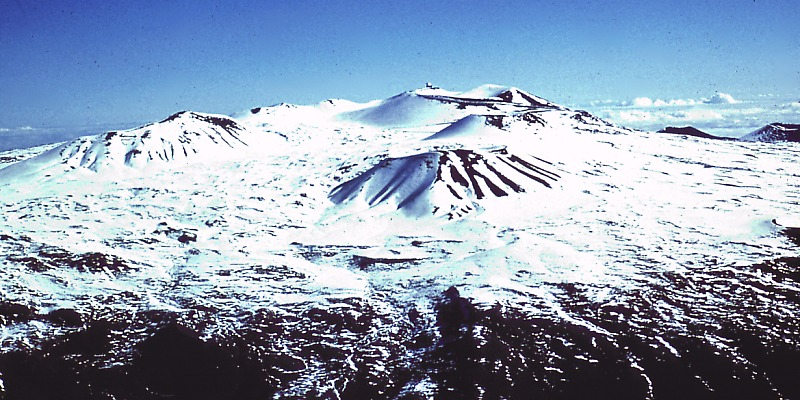
Mauna Kea, der größte Berg der Erde

Dieser Artikel listet die größten geologischen Formationen der Welt auf.
- Größter Kontinent: Asien (44.614.500 km²)
- Größte Wüste: Antarktis (13,2 Millionen km²)
- Größte Sandwüste: Rub al-Chali (680.000 km²)
- Größter Berg: Mauna Kea (10.203 Meter, davon 4205 Meter über Wasser)
- Größter Berg (über dem Meer): Mount Everest (8848 m)
- Größtes Tal: Grabenbruch des Mittelatlantischen Rückens
- Größtes Tal (über dem Meer): Großer Afrikanischer Grabenbruch (6000 km)
- Größter Monolith: Uluru (Ayers Rock) (3 km × 2 km × 348 m)
- Größter von Menschen bewegter Monolith: Donnerstein (1250 Tonnen)

## Größte Gewässer
- Größter Ozean: Pazifischer Ozean (181,34 Mio. km²)
- Größter See: Kaspisches Meer (386.400 km²)
- Größter Süßwassersee: Oberer See (82.100 km²)
- Größter Fluss (nach Volumen an der Mündung): Amazonas
- Größter Fluss (nach Länge): Nil (ca. 6650 km)
- Größter unterirdischer See: Drachenhauchloch  (0,026 km²)